# 空気熱利用ヒートポンプ
空気熱利用ヒートポンプ（英: air-source heat pump、ASHP）とは、空気熱を移動させる技術や機器である。主に冷却・冷暖房・給湯に用いられる。

## 概要
- 用いた電力の数倍の空気熱を移動させる蒸気圧縮冷凍機を用いたものには冷蔵庫、冷凍庫、エアコン、給湯器、床暖房機がある。
- 用いた電力に応じて熱を移動させるベルティエ素子を用いたものには医療用機器や冷温庫がある。

## 用途
冷凍・冷却・冷暖房、給湯、除湿・加湿等に用いられる。

## 他熱源との比較
地中熱や地下水等を熱源とする大型の地中熱ヒートポンプと比較すると、小型の空気熱ヒートポンプは価格が比較的安く、設置が容易なのが長所である。その一方、大気よりも地中の方が温度変化が少ないため、地中熱ヒートポンプの方が概して効率は高い。特に零下での暖房や加温では高温が得にくく時間がかかるなど効率が低下するが、寒冷地向けに低温時でも効率が下がりにくくした機器も販売されている。